# Alt er indeni
Alt er indeni er en kortfilm fra 2001 instrueret af Christel Cecilie Graabæk efter eget manuskript.

## Handling
En film om liv og død og konflikten mellem virkelighed og tro, nutid og fortid. Den handler om, hvordan historien synes at gentage sig. Om voksenverdenens tendens til passiv afmagt i kontrast til barnets tro på magisk almagt.